# Свети Архангел Михаил (Сапарево)
Вижте пояснителната страница за други значения на Свети Архангел Михаил.
„Свети архангел Михаил“ е средновековна българска църква до село Сапарево, община Сапарева баня, област Кюстендил.
Църквата се намира на около 1,5 км югоизточно от селото, в долината на малък поток, в полите на Рила.
Построена е през втората половина на XV в., от когато са запазени южната и част от източната стена.

## Архитектура
Малка еднокорабна сграда с вътрешни размери: 4,94 м дължина, 3,4 м ширина, 3,69 м височина и дебелина на стените около 70 см. Църквата е с полуцилиндричен свод, с апсида и протезисна ниша на източната стена и малко прозорче на южната стена. Открояват се 2 основни строителни периода. Южната и част от източната стена са от средновековната епоха. Останалата част от църквата е изградена през Възраждането. Надпис в люнета на източната стена отнася възстановяването на църквата към 1863 г.
Размерите на църквата и характерът на стенописната декорация предполагат, че първоначално църквицата е била храм на манастир, метох или скит. (Това, че някога на мястото е имало християнски комплекс, разрушен от турците, се потвърждава и от разкритите основи на същия при изкопните работи на новата сграда през 1997 г.) Църквата е основно ремонтирана през 1895, 1977 и 1997 г., когато от запад е построен и открит притвор.
Църквата е манастирообразуващ фактор – през 1997 г. около църквата са изградени нови постройки, камбанария и масивна ограда, които заедно с църквата оформят манастирския комплекс на едноименния Сапаревски манастир „Свети Архангел Михаил“. На освещаването на новата сграда на манастира на 8 ноември 1997 г. – Архангеловден, присъства и патриарх Максим. Манастирът не действа.
Запазени са част от средновековни стенописи от XV и XVI век, като доколкото църквата все още не е била обект на подробно проучване, възможно е част от тях все още да са неразкрити – под по-късната варова мазилка. На източната стена и в апсидата са запазени части от композициите „Мелисмос“ (образите на св. Йоан Златоуст, св. Григорий Богослов, св. Кирил Александрийски, св. Дионисий Ареопагит, св. Никола и ангел с рипида), „Поклонение на жертвата“ (образа на св. Спиридон Тримитунтски) и „Благовещение“. От стенописите на южната стена са запазени част от изображенията в най-долния регистър: св. Спиридон и неизвестен архиерей с литургични свитъци, части от сцената „Борбата на Яков с ангела“, св. Прохор Пчински, фрагмент от „Тайната вечеря“ и св. Йоаким Осоговски (Сарандапорски). Върху източната и върху южната стена сигнатурите над образите са на български, а надписите по свитъците – на гръцки език. Анализът на изображенията и надписите в наоса разкрива 2 различни художествени периода на изписване. Стенописите върху източната стена са от края на XV век. Тези върху южната стена са рисувани по-късно, вероятно в началото на XVI век. Със своята стенописна украса църквата „Свети Архангел Михаил“ до село Сапарево е забележителен паметник на българското средновековно изкуство.

## Други
Църквата носи името на Свети Архангел Михаил. Той е главният архангел, главният пазител на Рая и главен страж на Божия закон.
Храмовият празник е на Архангеловден – 8 ноември.

## Галерия
- Св. Йоаким Осоговски (Сарандапорски) – южна стена
- Св. Прохор Пчински – южна стена
- Свети Спиридон и неизв. светец – южна стена
- Св. Спиридон Тримитунтски – източна стена
- Св. Йоан Златоуст и Св. Григорий Богослов – апсида
- Св. Григорий Богослов и Св. Кирил Александрийски – апсида
- Ангел с рипида, Св. Дионисий Ареопагит и Св. Никола – апсида
- Цар Соломон от „Благовещение“ – източна стена
- Св.Богородица от „Благовещение“ – източна стена
- източна стена